# Михайловская улица (Киев)
Миха́йловская у́лица — улица в Шевченковском районе города Киева. Пролегает от Площади Независимости до Михайловской площади. К Михайловской улице примыкает Михайловский переулок.

## История
Одна из древнейших радиальных улиц в южной части бывшего «города Ярослава». Возникла на пути от Лядских ворот до Михайловского монастыря, в честь которого получила своё название. Как улица, на которой были поставлены столбы для освещения, упоминается в документе 1799 года. На плане 1803 года обозначена как одна из главных улиц старого Киева. В 1922—1991 годах имела название улица Парижской коммуны.
Также название Михайловская некоторое время имела улица Руднева в Новой Дарнице.

## Застройка
Улица имеет периметральную усадебную систему застройки с внутренними дворами. Некоторые усадьбы сквозные, выходят на параллельные улицы — Малую Житомирскую и Трёхсвятительськую, формируя их архитектурный облик. Дома возведены плотно друг к другу. Это объясняется тем, что во второй половине XIX ст., когда эта территория начала застраиваться, цены на землю здесь сильно возросли. Улица застроена преимущественно двух—шестиэтажными зданиями, возведёнными в середине XIX — на начале XX ст., в характерных для этого времени стилях позднего классицизма, историзма, модерна и кирпичного стиля. В их строительстве принимали участие известные архитекторы тех времён — Н. Н. Горденин, Н. Н. Казанский, А.-Ф. Краусс, В. И. Куликовский, В. Н. Николаев, П. И. Спарро, Р. Г. Тустановский, К. Ф. Шиман, Шиле и другие.

## Транспорт
- Маршрутные такси 406, 527
- Станция метро «Площадь Независимости»

## Почтовый индекс
01001

## Памятники архитектуры
- дом № 6, 6-А, 6-Б — усадьба второй половины XIX ст. Дом № 6 возведён в 1860-х годах архитектором Р. Тустановским в стиле эклектизм, дома № 6-А и № 6-Б возведены в 1896 году в кирпичном стиле соответственно архитекторами К. Шиманом и А. К. Крауссом.
- дом № 7 — усадьба конца XIX — начала XX века. Жилое здание, возведённое в 1894 году архитектором Н. Казанским в стиле эклектизм. К усадьбе также относится здание № 8 по ул. Малая Житомирская.
- дом № 8 — жилое здание в стиле неоренессанс (конец XIX века). Архитектор В. Николаев.
- дом № 9 — жилое здание в стиле неоренессанс (1875 — начало XX века). Архитектор П. Спарро.
- дом № 10 — жилое здание в стиле эклектизм с чертами барокко (конец XIX века). Архитектор Н. Казанский.
- дом № 11 — жилое здание в стиле Киевского ренессанса (1899). Архитектор Андрей-Фердинанд Краусс.
- дом № 12 и № 12-А — усадьба второй половины XIX века. Состоит из главного здания, возведённого в стиле позднего классицизма в 1853 году и флигеля в кирпичном стиле (1898). Архитектор Н. Н. Горденин.
- дом № 14 — жилое здание в кирпичном стиле (1882).
- дом № 15 — жилое здание в кирпичном стиле (1881). Архитектор В. Куликовский.
- дом № 16-А — жилое здание в кирпичном стили (1888). Архитектор Андрей-Фердинанд Краусс.
- дом № 16-Б — жилое здание в кирпичном стиле (1892—1893). Архитектор Н. Н. Горденин.
- дом № 17/2 — жилое здание, возведённое по образцовому проекту в 1857—1862 годах в стиле позднего классицизма. Достраивалось в 1872 году (архитектор Н. Юргенс), 1879 и 1883 годах (архитектор В. Н. Николаев).
- дом № 18-А, 18-Б, 18-В — усадьба середины XIX  — начала XX ст. В застройке принимали участие архитекторы А. Шиле, В. Н. Николаев, И. Ганф. Здание № 18-А возведено в стиле модерн, дома № 18-Б и 18-В — в кирпичном стиле.
- дом № 19 — жилое здание в стиле неоренессанс (1911).
- дом № 20-А, 20-Б, 20-В — усадьба середины XIX — начала XX века. Здание № 20-В сооруженияв В. Н. Николаев в стиле эклектизм.
- дом № 21 — жилое здание в стиле эклектизм (середина XIX века).
- дом № 22-А и 22-Б — усадьба 1899—1900 годов. Возведена архитектором А.-Ф. Крауссом в стиле эклектизм.
- дом № 24-А, 24-Б, 24-В и 24-Д — усадьба середины XIX — начала XX века. Состоит из гостиницы, трёх жилых домов, служебного здания и флигеля (частично относится к улице Трёхсвятительской). Гостиница (ул. Трёхсвятительская, № 13) и жилое здание (№ 24-В) возведены в стиле эклектизм по проекту инженера Г. Познякова. Жилое здание (№ 24-А) возведено архитектором В. Н. Николаевим в 1877 году в стиле неоренессанс, позднее надстраивалось. В 1887 году построили ещё одно жилое здание в стиле эклектизм (сейчас это ул. Трёхсвятительская, № 13), по проекту инженера В. Катеринича. Служебное здание (№ 24-Д) возведено в 1875 году архитектором П. Спарро. Флигель в кирпичном стиле построен в конце XIX — на начале XX века.

## Изображения

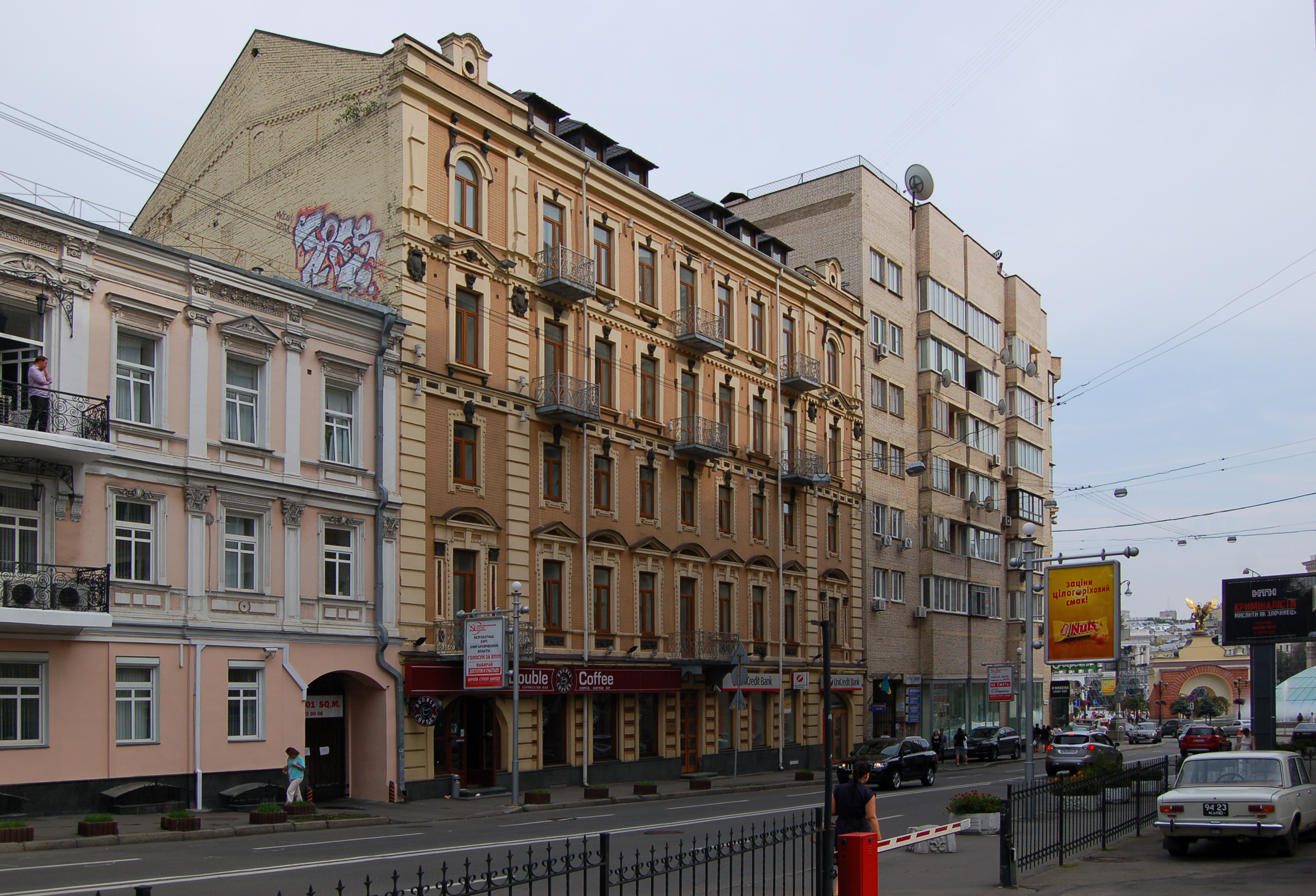
Дом № 6
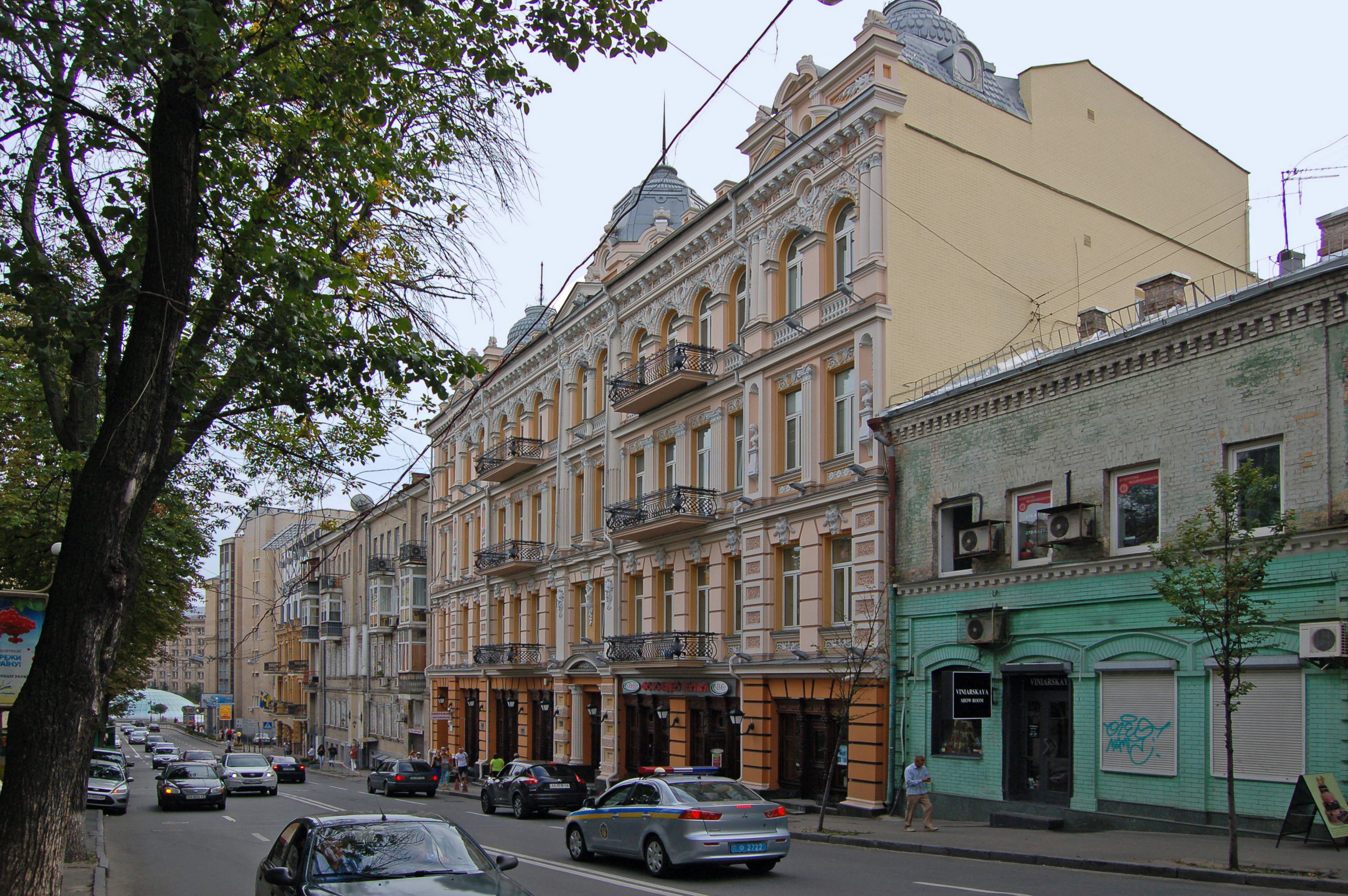
Дом № 11
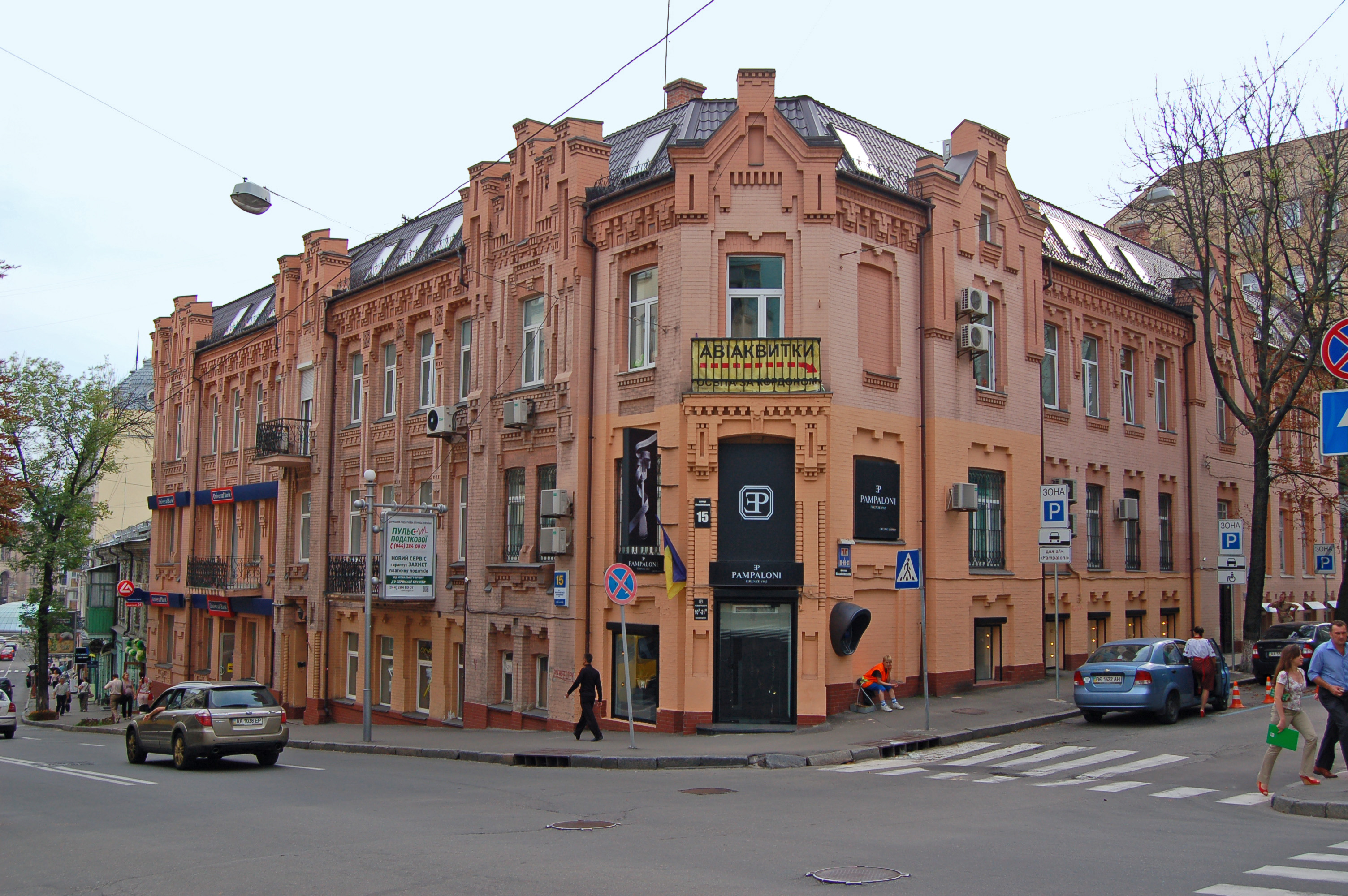
Дом № 15/1
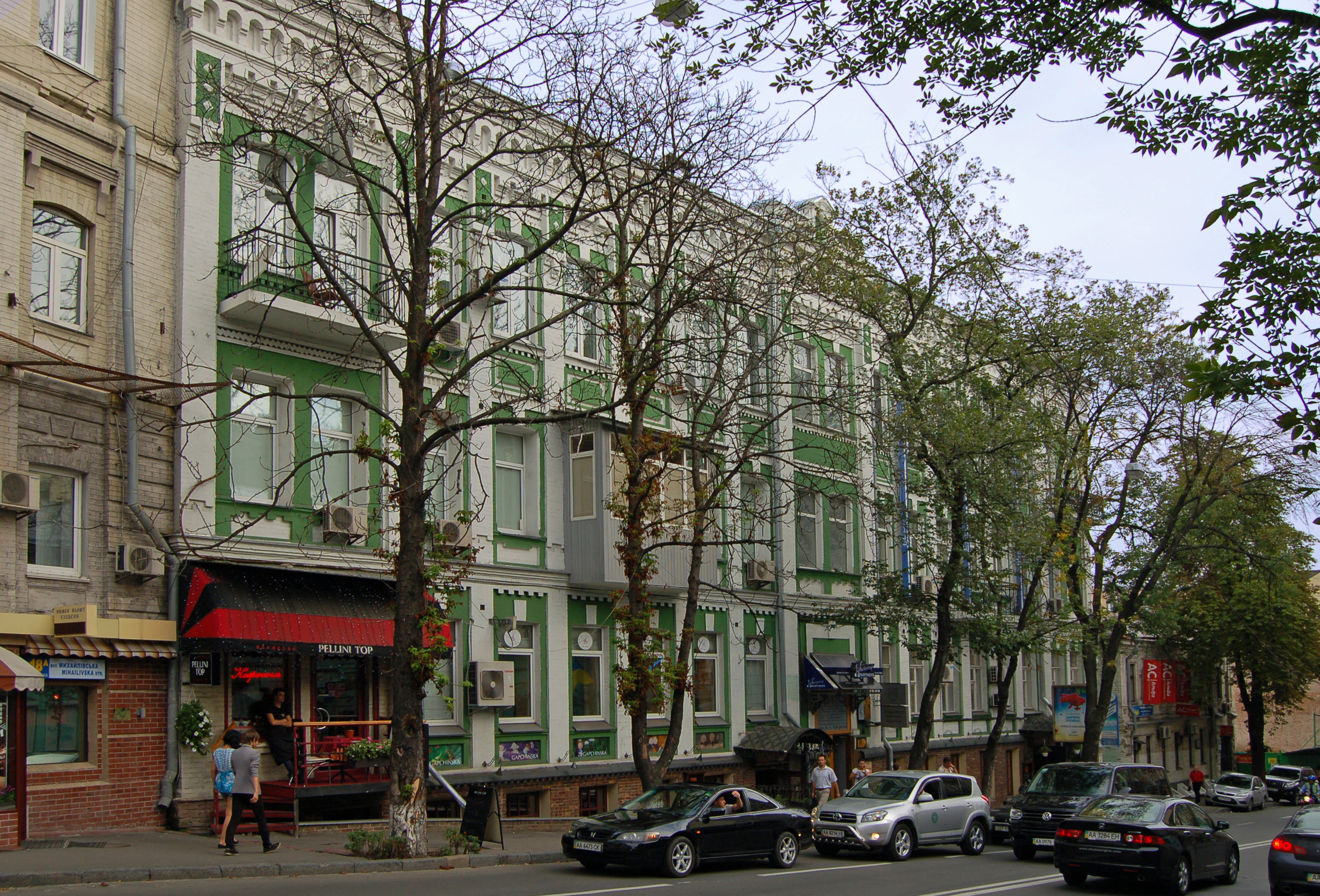
Дом № 16
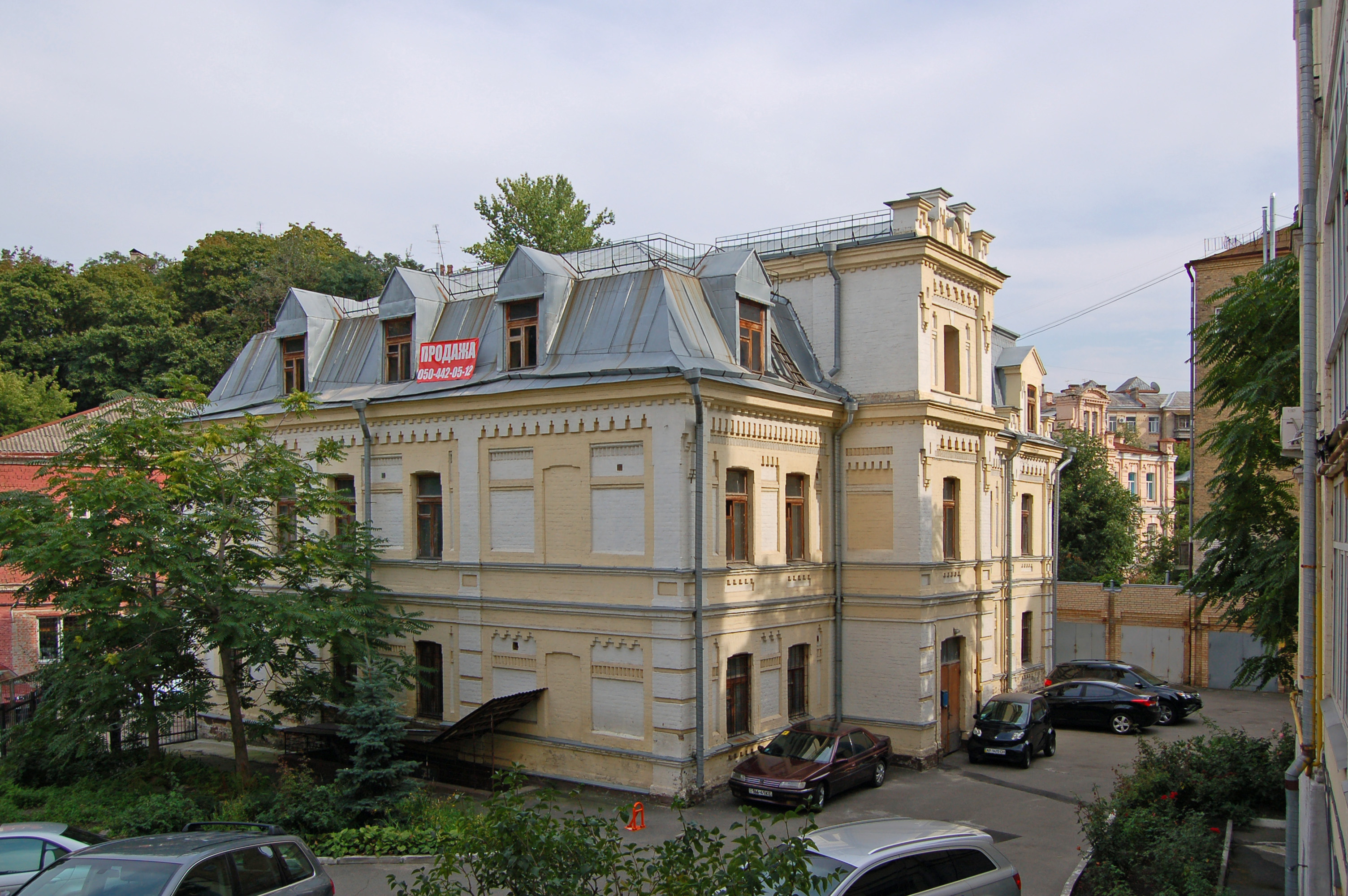
Дом № 18-А
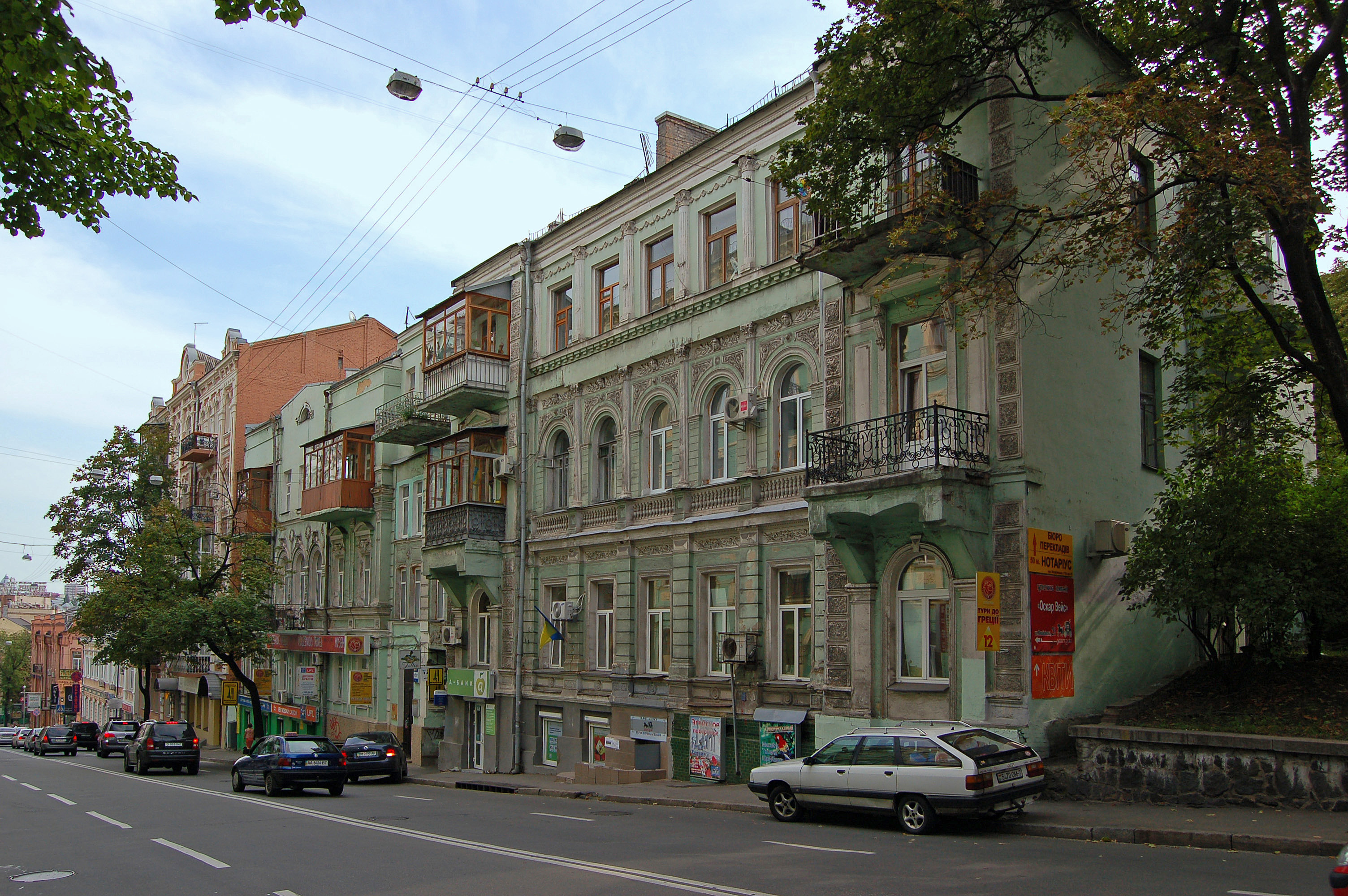
Дом № 21
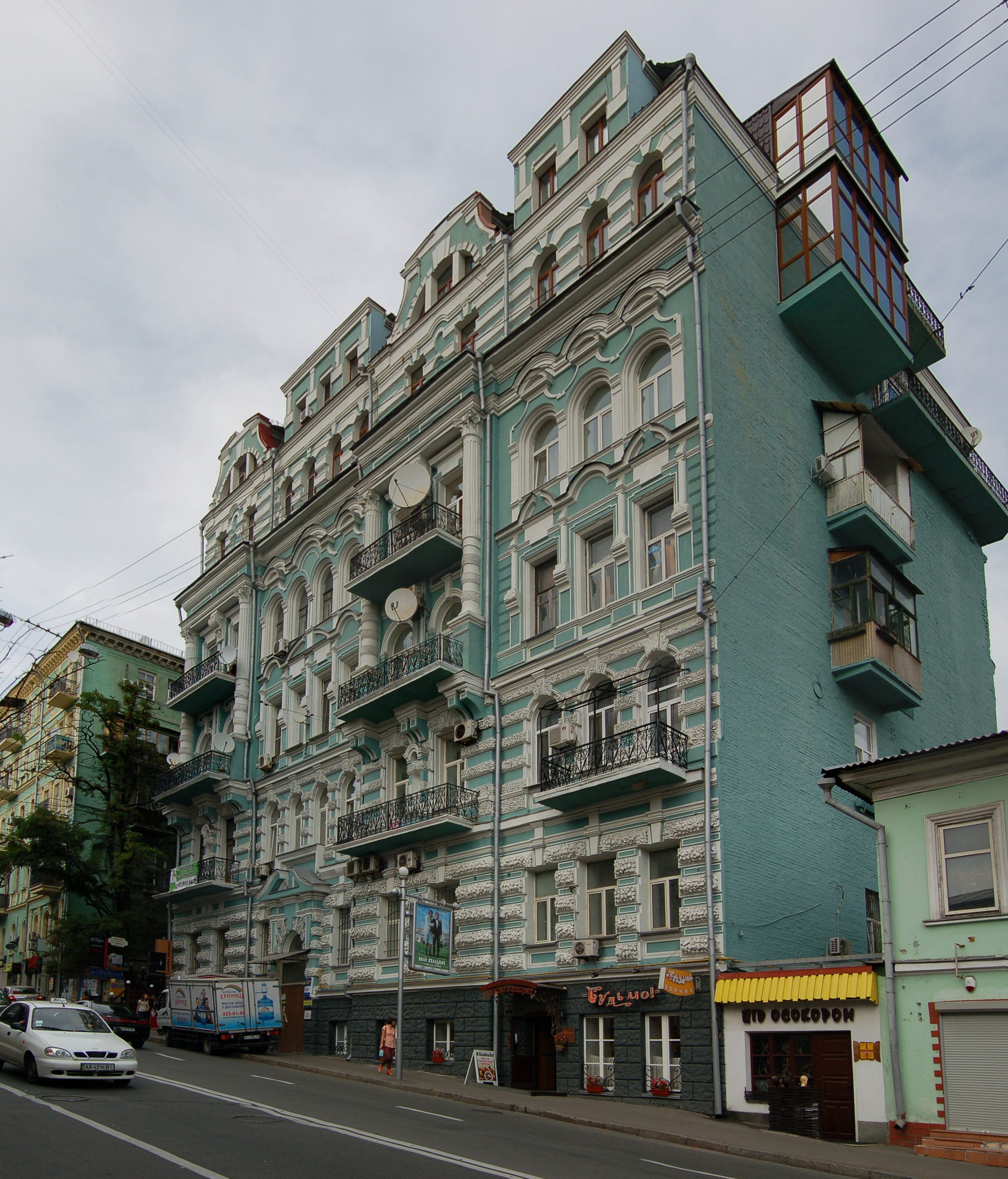
Дом № 22-А
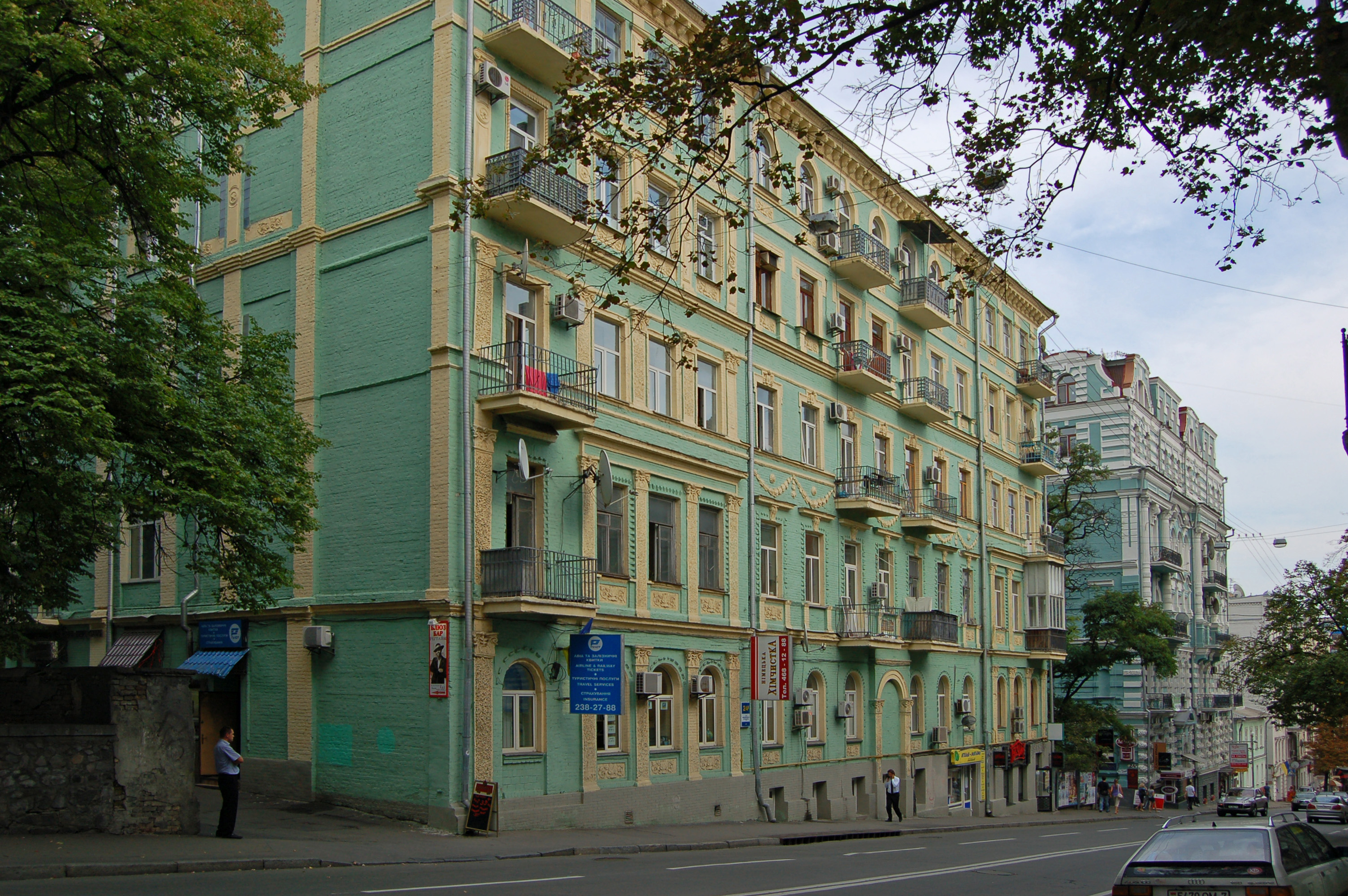
Дом № 24-А
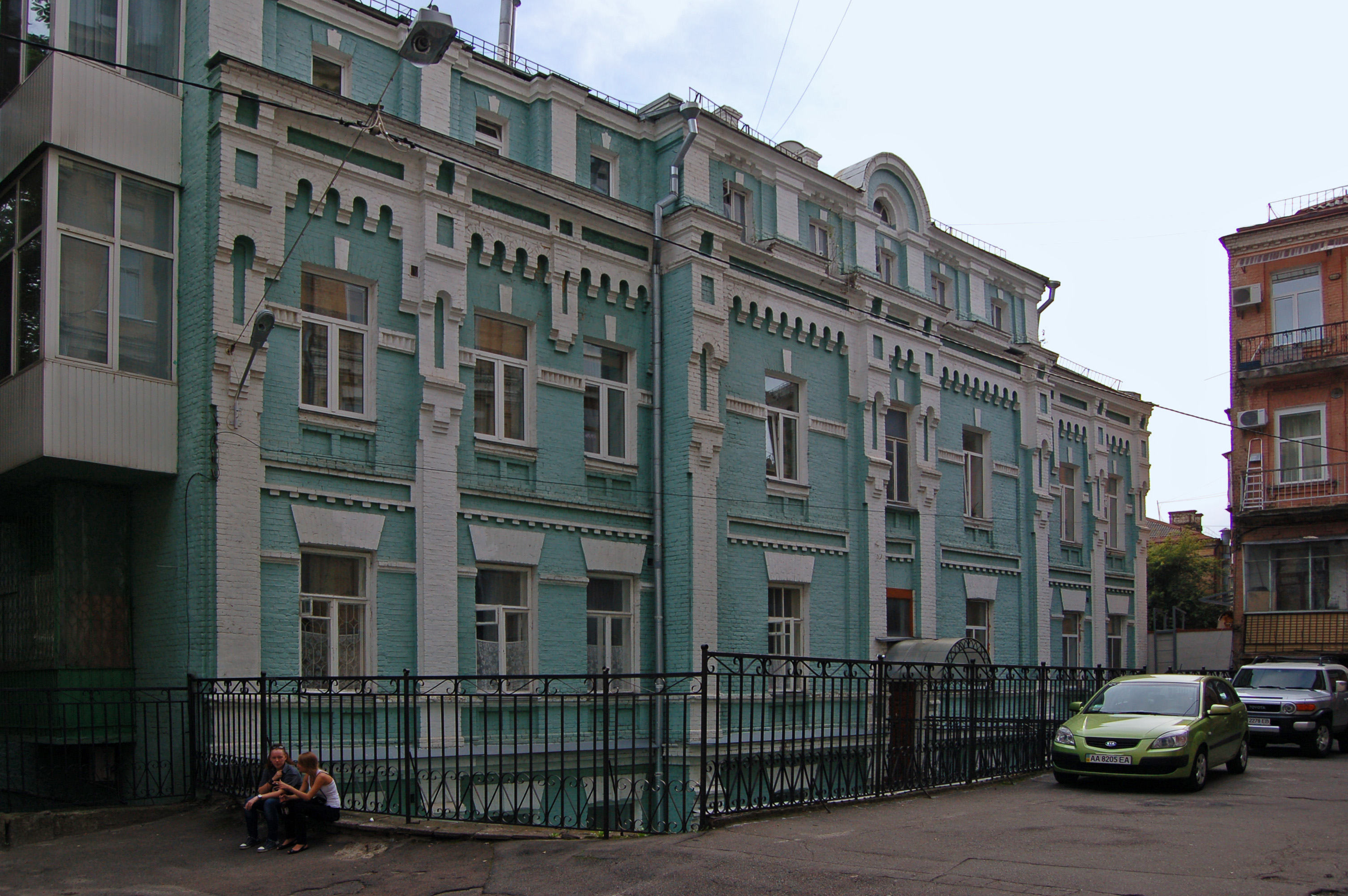
Дом № 24-Б
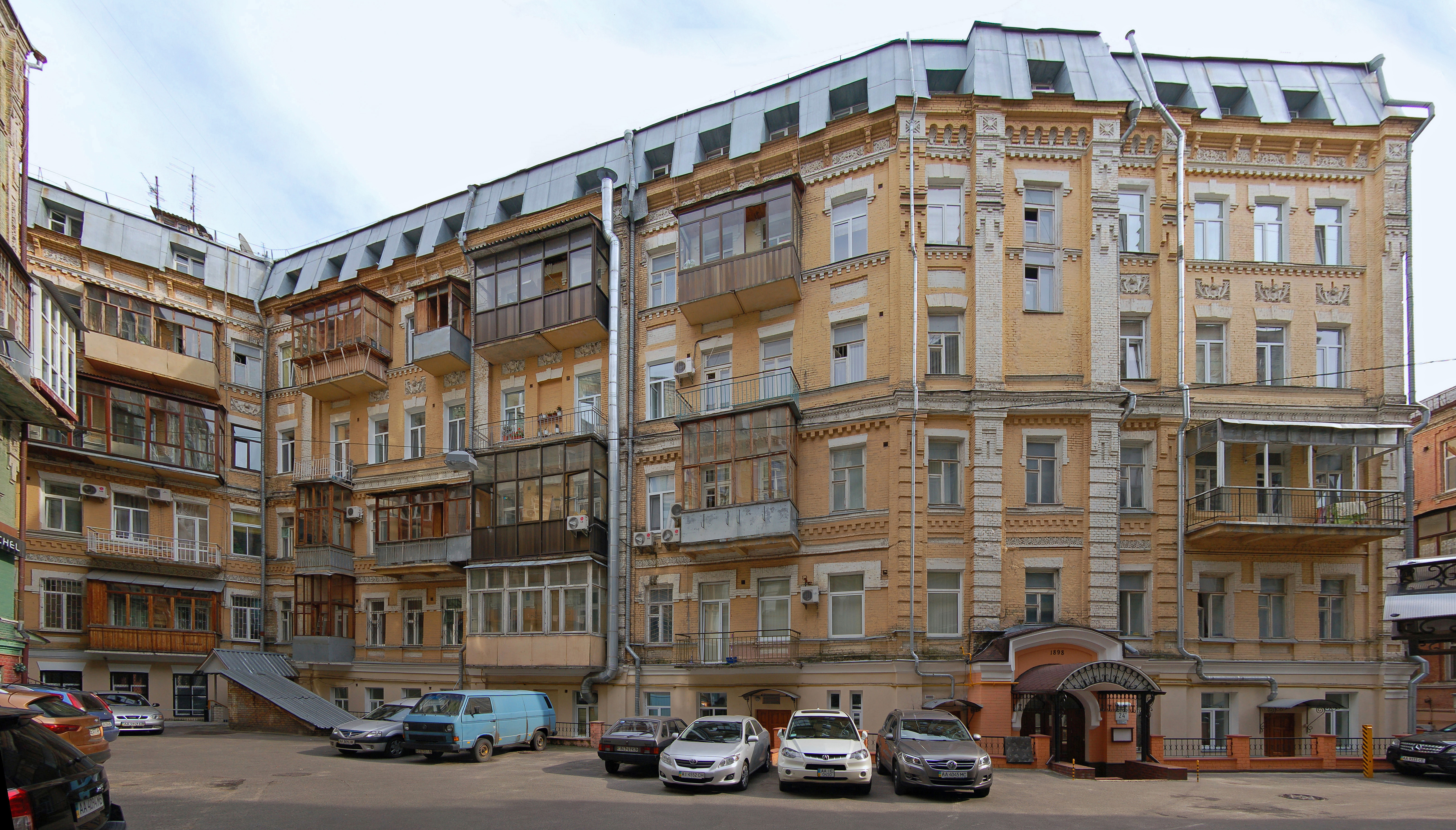
Дом № 24-В

## Выдающиеся личности, связанные с Михайловской улицей
В здании № 1 (не сохранился) в 1859 году останавливался Тарас Шевченко во время своего пребывания в Киеве. В здании № 10 размещались редакции первых сепаратистских малороссийских (украинских) изданий, которые выходили в январе 1906 года.
На улице проживали известные деятели науки и культуры. В здании № 7 проживал врач С. Томилин, а в этой же усадьбе, но по ул. Малой Житомирской — врач В. Виноградов. В здании № 9 в 1917—1918 годах проживал художник М. Жук, а в № 10 — журналист М. Киселёв, в гостях у которого бывали писатель А. Куприн, философ Н. Бердяев, композитор Н. Лисенко. В здании № 12 в 1887—1888 годах жил историк, педагог и общественный деятель Ф. Лебединцев, который издавал журнал «Киевская старина», также актриса и педагог П. Нятко. В здании № 12-А жил врач-педиатр, меценат и коллекционер Д. Сигалов, в здании № 21 — врач Н. Волкович и директор Александровской городской больницы А. Лесков, у которого неоднократно останавливался его брат Н. Лесков. В здании № 24 у своего брата останавливался Панас Мирный.
В здании № 16-А в 1893—1898 годах действовала Музыкально-драматическая школа С. Блуменфельда, в которой преподавали оперные певицы К. Массини, К. Прохорова-Маурелли, композитор Н. Лысенко, музыкант И. Шебелик, музыковед Г. Любомирский, актёры А. Долинов и Е. Неделин, обучались певец Г. Внуковский и композитор А. Кошиц.

## Важные учреждения
- Гостиница «Казацкая» (дом № 1/3)
- Музыкально-театральная областная библиотека (дом № 9)